# Кам'янече
Кам'яне́че — село в Україні, у Новоархангельській селищній громаді Голованівського району Кіровоградської області. Населення становило 1394 особи в 2022 році.
У Кам'янечому встановлено пам'ятний знак і названо вулицю на честь 200-ліття Коліївщини.

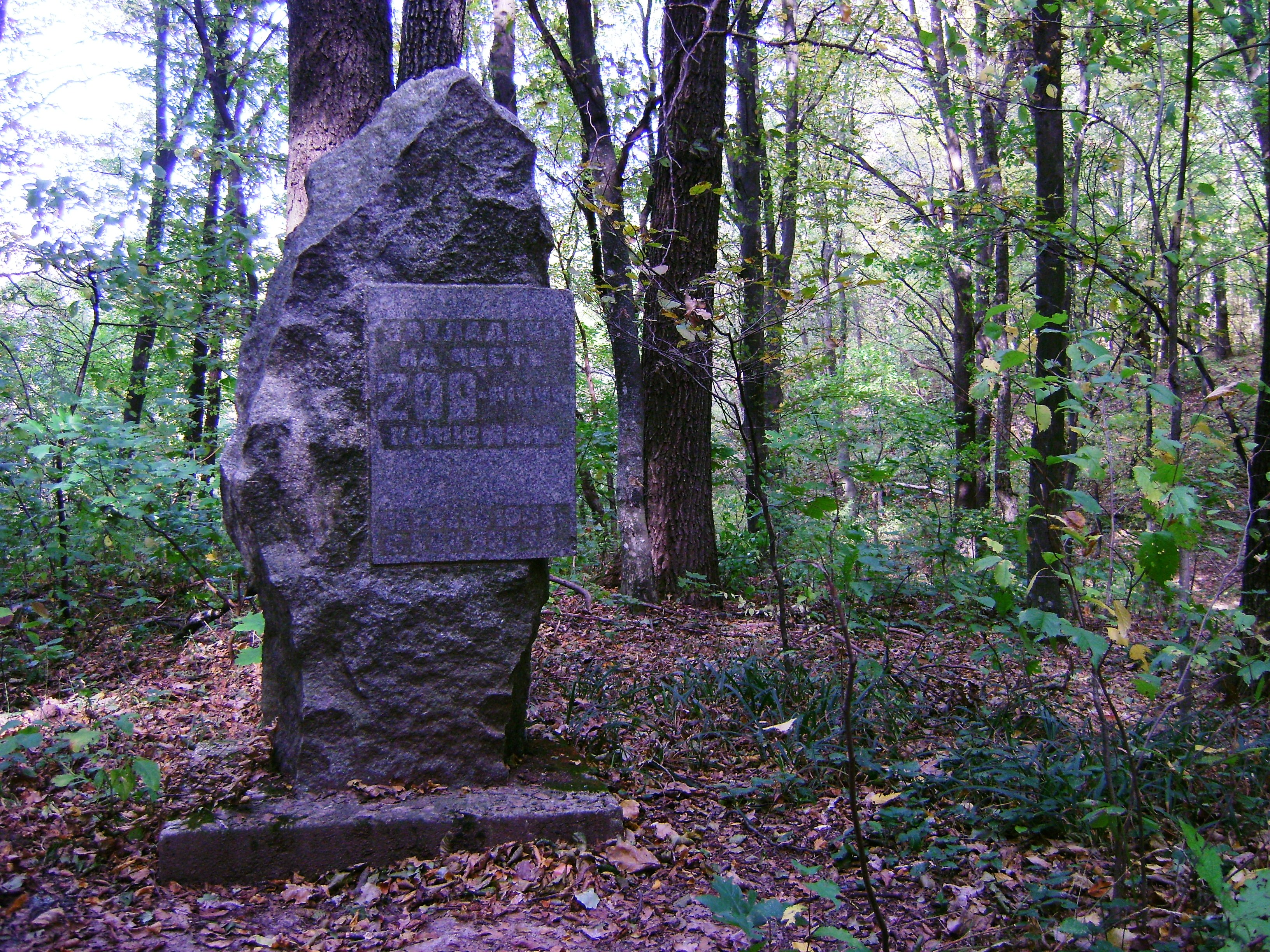
Пам'ятний знак на честь 200-річчя Коліївщини

## Відомості про населений пункт
Село Кам'янече розташоване на південному і північному берегах невеличкої річки Кам'янки, яка тече з заходу на схід і впадає в річку Синюху, та на берегах шести струмків — приток річки Кам'янки.
Ґрунт, на якому стоїть село Кам'янече, чорнозем.
Офіційна назва села Кам'янечого змінювалась: Як свідчать перекази, десь до середини XVII століття село називалося: Семиріччя або Семирічка [сеимиері´чка], Семирічки [сеимиері´чкие], семирічанський [сеимиеріча´н'с'киj].
Така назва виникла при заснуванні його тому, що на території, де воно розташоване, протікає сім невеличких річок — р. Кам'янка і шість її приток. Притоки беруть початок за межами села, на полях.
Пізніше, десь з кінця XVII століття село перейменоване в Кам'янече.Крім офіційної, село Кам'янече не мало і не має якоїсь іншої, місцевої назви.
Офіційна назва села: Кам'янече, як свідчать перекази, походить від річки Кам'янки, на берегах якої стоїть центр його.
Закріпленню цієї назви сприяло й те, що в різних кінцях села є чимало невеличких кам'янистих горбів-скель, з яких раніше видобували (та й тепер видобувають) будівельний камінь, яким користуються і жителі сусідніх сіл.
Річка, у свою чергу, носить назву Кам'янки тому, що береги її в основному кряжисті, а дно русла майже скрізь щедро всіяне камінням. Інших документів, пісень, народних переказів, народних приказок і т. ін., пов'язаних з походженням назви села немає.

## Історія
В околицях села Кам'янечого виявлено археологічні знахідки, які вказують, що люди проживали тут ще в епоху Неоліту. Порівняно з іншими більше зустрічаються знахідки епохи ранньослов'янської черняхівської культури, яка припадає на Залізну добу. На території краю схрещувалися шляхи різних завойовників українських земель — татаро-монгольських ханів, турецьких полчищ, литовських і польських феодалів. Перші згадки про село сягають кінця XVI — початку XVII століття.

### Козацька доба
Село Кам'янече засноване десь на початку XVI століття як козацький форпост для захисту українських земель від спустошливих набігів турків і татар. Входило до складу Брацлавського воєводства Речі Посполитої з 1569 по 1792. Поступово село із захисного форпосту перетворилось на козацький зимівник для постачання січовим козакам продовольства і зброї.
Першими поселенцями його були селяни-втікачі. Вони прийшли з півночі та заходу України. Існує безліч переказів, які свідчать про це.
| На території, де розташоване село Кам’янече та навколишні поля, у XVI столітті були суцільні ліси з густою порослю. І от в них з’явилося дві сім’ї, які поселилися на протилежних крутих берегах однієї з приток р. Кам'янки, яка тече з півдня на північ, тобто, на півдні сучасного села. Втікачі-кріпаки (а це були вони, бо нікому не називали своїх справжніх прізвищ, побоюючись, що їх можуть розшукати пани, від яких вони втекли) виявилися великими друзями - разом корчували ліси, разом обробляли землі, допомагаючи один одному і особисто, і тяглом. Але переїжджати з одного берега ручаю на інші їм перешкоджали круті береги. Тоді поселенці поробили грабарки (спеціальні вози для перевезення землі та інших сипучих матеріалів) і почали насипати греблю. Працювали вони над будівництвом цього переїзду, мабуть, довго, бо інші, пізніші поселенці, почали називати їх спочатку Гарбарами, а потім - Горбаренками. Пізніше прізвисько стало офіційним прізвищем перших поселенців - Горбаренків, які схоронили навіки і не передали своїм нащадкам справжніх прізвищ. |
Насипи та місток через них (звичайно, перебудований уже кільканадцять разів) збереглися до наших днів. Вони носять зараз офіційну назву: Горбаренкова гребля.
В с. Кам'янечому зараз проживає два різних роди Горбаренків, які не є родичі одні одним.
Все це свідчить про правдивість вище наведених переказів.
Є й ще чимало переказів про заснування села та перших поселенців його:
| Одного разу до Горбаренків приїхав якийсь чоловік. Він був високий на зріст, засмаглий і, видно, мав велику фізичну силу. З собою він привіз красиву молоду жінку, очевидно полонянку. Новоприбулий попросив дозволу поселитися поряд з Горбаренками. Але ті побоялися дужого сусіда і відпровадили його. Тоді він від’їхав у протилежний кінець майбутнього села, облюбував місце над іншим ручайком-притокою р. Кам’янки - і побудував землянку та великий погріб. Свій двір він обгородив частоколом (позрізував високі, товсті дуби, порозколював їхні стовбури на двоє і позакопував щільно один біля одного). Висота частоколу досягала трьох метрів. Горбаренки прозвали нового поселенця Прилепкою, бо, як вони вважали, він приліпився біля них. Цей Прилепка теж не назвав свого справжнього прізвища. Тому прізвисько Прилепка (пізніше - Приліпко) потім стало офіційним прізвищем його нащадків. Приліпко був дуже багатий - мав цілі мішки золота. В сонячні дні він виносив його з погреба, розстеляв на ряднах і цілими годинами перегортав, милуючись ним. Одного разу в лісі, який уже в багатьох місцях був вирубаний поселенцями, з’явилося 25 озброєних вершників. Вони натрапили на хлопчиків Горбаренків, які пасли корів, і запитали: “Де живе Прилепко?” (Прізвисько, як видно їм було вже відоме). Та хлопчики з переляку не могли нічого відповісти. Вершники побачили будівлі Горбаренків і поїхали туди. А хлопчики, опам’ятавшись, залишили худобу і швидко побігли до Приліпка. Через щілину в частоколі вони побачили, що той сидів біля ряднин і перегортав золото. В дворі пасся осідланий кінь. Вперед і назад від сідла стирчали довжелезні (3-4 метрові) піки. - Дядьку, дядьку!- закричали хлопчики.- Вас шукають якісь бандити! - Багато? - Ціла череда. - Ага,- буркнув Приліпко,- прибули головорізи по мою душу. Він швидко згорнув золото, відніс у погріб і замкнув. Потім взяв в обидві руки по здоровенному мечу, вискочив на коня і виїхав з двору. В цей час сюди вже під’їжджали вершники. Побачили Приліпка й зупинились. - Що, отамане? Вирішив битись, чи золотом ділитись? - В мене рука ще тверда, харцизяки,- крикнув Приліпко, піднімаючи мечі.- Захищайтесь! - пришпорив коня і блискавкою врізався в колону вершників. Загикали коні. Махнув правим мечем - покотилися голови козачі, махнув лівим - полилася струмками кров. Хлопчики з жахом стежили за кривавим поєдинком. Вершники не могли навіть під’їхати близько до Приліпка - спереду і ззаду заважали піки, а справа і зліва - разили довжелезні мечі. Коли останній вершник впав замертво, Приліпко опустив мечі і повернув коня в кущі, до хлопчиків. - Спасибі, що попередили,- мовив похмуро.- Йдіть-но за мною. Він завів їх у двір, всипав у шапки по жмені золотих монет і сказав: - Біжіть до батьків. Хай обшукають цих баранчиків. Коло них щось повинно бути. А тоді - хай закопають. Приліпко прожив більше ста років. Після цього випадку його більше ніхто не турбував. Він був багачем на всю округу. Нащадки його збідніли і були кріпаками такими ж, як і всі жителі села. |
Пізніше на території села з'явилися Страшні, Чалики та інші.
Так засновувалося село Семирічка (тепер — Кам'янече).
Згодом, як село розрослося, а довкола з'явилися родючі поля, звільнені поселенцями від лісу, польські пани закріпачили його.

#### Коліївщина
Історія села Кам'янече тісно пов'язана із Коліївщиною. Є достовірні відомості про те, що сам Ґонта посилав сотника Ярему в Семиріччя /Кам'янече/ на допомогу. Жителі поставляли продукти харчування і зброю гайдамакам. Місцеві умільці виготовляли добротну на той час зброю (шаблі, мечі).
І зараз можна побачити «брили» шлаку, з якого виплавляли в кустарних доменних печах метал, що йшов на виготовлення зброї і знарядь праці в кузнях. До кінця дев'ятнадцятого століття на Чалій горі існувала кузня Залізняка, яка згоріла. За словами старих людей, і після її зникнення ще довго було чути, ніби хтось працював з наковальнею, що навіть наводило подекуди страх. Саме в таких кузнях майстри своєї справи робили прекрасну і доброякісну зброю, яка ніколи не підводила в бою. Існує ще одна легенда:
| У часи Коліївщини з яру «Зеленьківського», де тепер пасовища, було прорито широкий і високий тунель, який виходив за 40 кілометрів в м.Умань. Саме по ньому, гайдамаки таємно проїжджали кіньми у фортецю. Вірять, що навіть Іван Ґонта пробирався через цей тунель у село Кам'янече (тоді ще Семирічка) в кузню до Максима Залізняка. Сьогодні цікаві кам'янечани намагаються відкрити таємний прохід, але звідти доноситься різкий свист, тому люди бояться серйозно взятися за цю справу. |
У 1968 році в селі (а саме на Чалій горі) відкрито пам'ятний знак на честь 200-річчя Коліївщини.
З року в рік, з уст в уста передавалася легенда:
| В одного старого козака, що жив десь на Чалій горі, було шість міцних та сміливих синів. В часи Коліївщини з Умані приїхали гайдамаки, щоб вербувати молодих і дужих хлопців у військо. Зібрав тоді батько своїх синів у підвал, де зберігалось сімейне багатство. Він і звернувся до них зі словами: «Сини мої, посилаю вас на святе діло. Ви йдете боронити рідну землю, рідний край і волю. Будьте мужніми, відважними, не осоромте батька й матері, котрі дали вам життя; рідної землі, яка вас вигодувала. У бою тримайтеся завжди разом, пильнуйте один одного і обов'язково залишіться живими. А повернувшись сюди, до рідної оселі, поділіть все майно між собою порівну». Перехрестив кожного, по-батьківськи обняв. Пішли брати-козаки на війну, заваливши перед тим підвал камінням, загорнувши вхід до нього землею. Та не повернулися кам'янеччани-герої додому, помер посивілий батько з горя, а все їх сімейне багатство і досі залишається захованим під землею. Ще нікому за багато років не вдалося знайти хоча б місця, де знаходився підвал. |

### У складіРосійської імперії
За переказами, під час Коліївщини гайдамаки переховували в районі Семирічки велику кількість коштовностей (золотих, позолочених, срібних злитків і грошей, здобутих у польської шляхти).
Якимось чином чутки про ці коштовності дійшли до цариці Катерини II, яка, після придушення гайдамацького повстання, спорядила полк на їх пошуки. Кажуть, копали ціле літо, але даремно. Нічого так і не знайшли. І зараз можна побачити сліди таких розкопок. Молодь знаходила дивні ями, закладені камінням. Кинувши сірники туди, вони помічали, що іде тяга. Значить, далі є хід. Тоді десь за 10 метрів бачили димок з-під землі.
На середину XIX ст. кам'янеччани мали тісні зв'язки з чумаками. Справа в тому, що село Кам'янече знаходилось на чумацькому шляху, який пролягав з містечка Тальне на південь. Вночі, особливо влітку, добре видно цей шлях по зорях. Навіть центральна траса і зараз збігається з їхнім напрямком. До тепер, за 5 кілометрів від Кам'янечого, по дорозі на Новоархангельськ, існує корчма (нині кафе) Застава. Названа вона так тому, що, ідучи в Крим по сіль, чумаки заставляли своє майно тут, щоб відпочити, перекусити, подихати свіжим повітрям в лісі, який знаходиться поряд. За розповідями старожилів, чумацьким промислом займались і місцеві жителі. Підтвердженням цьому є знайдена чумацька похідна посудина-дерев'яна миска з двома відсіками. Такі миски виготовляли з липи, яка легко піддається обробці. Один відсік більшого розміру — для галушок. Інший, меншого розміру — для приправи (часник чи цибуля з олією чи салом). Ця двовідсічна дерев'яна миска є унікальним експонатом, який має особливу історичну цінність.
Знайдено також окремі «вузли» чумацького воза. За їх зовнішнім виглядом можна судити про те, що самі вози були міцні та місткі для перевезення важкого вантажу на далекі відстані. Глибокі кузови, люшні-розпірки, що одягались нижніми кінцями на осі, а верхніми вводилися в обручки, прикріплені по боках кузовів. Необхідними атрибутами чумацьких повозок були мазниці з дьогтем для замащування осей і коліс у далекій дорозі.
До речі, після повернення з походу, чумаки були одягнені в спітнілий, прокурений степовим порохом одяг, який дуже важко було випрати. Для цього жінки заздалегідь готували достатню кількість попелу зі спаленого соняшникового бадилля або гречаної соломи. На гладеньку долівку ставили тодішню «пральну машину» (виготовлене з липи чи осики суцільне жлутко з видовбаним однаково діаметру наскрізним отвором до 1 метра висотою). Потім складений у жлутко одяг пересипали попелом і заливали окропом. Певний час одяг вимочувався, після чого його полоскали, надаючи свіжого вигляду і готовності до нового походу чоловікові-чумакові. Знайдені тут жлутка також свідчать про історичне минуле Кам'янечого. Існує також легенда про «проклятий скарб». Ніхто його не розкопував з давніх-давен після одного прикрого випадку.

| Один заможний чоловік захотів стати багатим на все село. Він набрався сміливості, пішов на «зеленьківський» яр, де було закопано гроші, перерив його, але знайшов, що шукав. Що ж, розбагатів, та наступного дня подохла скотина. Через деякий час померла дружина, а тоді і дочка. Зрозумівши закляття, накладене на цей скарб, він, не довго думаючи, закопав золота в те ж місце. З того часу ніхто не наважується відкопати його знову. Лише яр носить глибокі сліди давніх пошуків. |
Зібрано чимало речей, які є історичними пам'ятками і розкривають соціально-економічний та культурний уклад життя кам'янеччан у XIX столітті.
Десь у XVIII столітті, коли Правобережна Україна була приєднана до Російської імперії, у с. Кам'янечому верховодив якийсь місцевий пан. Він любив дуже випивати, грати в карти. Це призвело до того, що він заборгував у казенному банку велику суму і держава конфіскувала його маєтки.
Так село Кам'янече стало казенним, і було таким аж до Жовтневого перевороту 1917 року.

### Новітня історія
Складна історична доля випала на плечі кам'янечан у XX столітті.
Участь у Першій світовій війні (1914—1918 р.р.), коли майже 100 жителів було мобілізовано до війська. Половина з них не повернулась до рідної домівки. У центрі села Кам'янече встановлено пам'ятний знак односельчанам, які загинули на фронтах цієї війни.
Не обійшли стороною село військові події 1918-1920-х років — кровопролитні бої проти білогвардійської і більшовицької окупації за волю і свободу України.
Нечувано страшною за трагічним змістом сторінкою в історичній біографії села став Голодомор 1932—1933 років. За уточненими даними тоді загинули 1582 жителі села.
Сталінські репресії 30-х років забрали життя біля 30-ти безневинних кам'янечан.
У 1992 році на кошти жителів села відкрито пам'ятний знак жертвам Голодомору і репресій 30-х років.
Ареною жорстоких боїв стало село у роки Німецько-радянської війни. 1941—1945 роки були роками нелегких випробовувань для Кам'янечого. На фронти було мобілізовано 558 жителів села. Не повернулись додому 268. У ніч з 9 на 10 березня 1944 року село звільнено воїнами 78-ї гвардійської стрілецької дивізії 2-го Українського фронту. Напередодні звільнення загинув смертю хоробрих виходець із Кубані, Герой Радянського Союзу старший сержант М. С. Лисов, який на чолі розвідувального загону збирав дані про розташування військової техніки і ворожої сили у селі Кам'янече. У березні 1945 року при форсуванні річки Одер за героїзм і мужність удостоєний звання Героя Радянського Союзу виходець із села Кам'янече капітан Крамаренко Андрій Макарович.
У 1975 році в центрі села відкрито Меморіальний комплекс на честь односельчан, які загинули в роки війни з німецьким фашизмом.
Кам'янечани винесли на своїх плечах тяжкі роки післявоєнної відбудови, своєю невтомною працею вони успішно зміцнювали протягом 50-80 років матеріальну і соціально-культурну інфраструктуру села.
У 1966 році в Кам'янечому відкрито Історико-краєзнавчий музей.
Друга половина 90-х років минулого століття пройшла під знаком реорганізації колективного господарства ім. Калініна. Новоутворені виробничі підрозділи працюють в сучасних ринкових умовах.
У даний час Кам'янече повністю газифіковане. У центрі села розташовані медична амбулаторія, дитячий садок, школа, де навчається 160 учнів.

## Населення
Згідно з переписом УРСР 1989 року чисельність наявного населення села становила 1948 осіб, з яких 830 чоловіків та 1118 жінок.
За переписом населення України 2001 року в селі мешкало 1616 осіб.

### Мова
Розподіл населення за рідною мовою за даними перепису 2001 року:
| Мова       | Відсоток |
| ---------- | -------- |
| українська | 97,78 %  |
| російська  | 1,92 %   |
| молдовська | 0,12 %   |

## Поштова адреса села Кам’янечого
| Сучасна                                                          | До 2020 року                                                         | До 1958 року                                                                          | До 1939 року                                             | До 1917 року                                                                |
| ---------------------------------------------------------------- | -------------------------------------------------------------------- | ------------------------------------------------------------------------------------- | -------------------------------------------------------- | --------------------------------------------------------------------------- |
| село Кам’янече, Голованівського району, Кіровоградської області. | село Кам’янече, Новоархангельського району, Кіровоградської області. | село Кам’янече, Кам’янецької сільради, Підвисоцького району, Кіровоградської області. | село Кам’янече, Підвисоцького району, Київської області. | село Кам’янече, Тальянської волості, Уманського повіту, Київської губернії. |

## Відомі люди
- Ангелюк Василь Тимофійович (1901—1921) — вояк Армії УНР, учасник Другого Зимового походу, розстріляний більшовиками під Базаром 22 листопада 1921 р.
- Горбаренко Петро Спиридонович (1935—1987) — Заслужений журналіст УРСР.
- Грисенко Микола Григорович (1889—1995) — бандурист, артист Львівської та Київської філармоній.
- Крамаренко Андрій Макарович (1918—1965) — Герой Радянського Союзу.
- Кучеренко Микола Євдокимович (1939—2007) — біолог, дійсний член НАН України.
- Лісняк Іван Олексійович (* 1951) — біолог, доктор біологічних наук, професор.
- Солдаткін Олексій Петрович (* 1955) — біолог, дійсний член НАН України.
- Хмелівський Володимир (1900—1959) — акушер-гінеколог, Заслужений лікар УРСР.

## Світлини

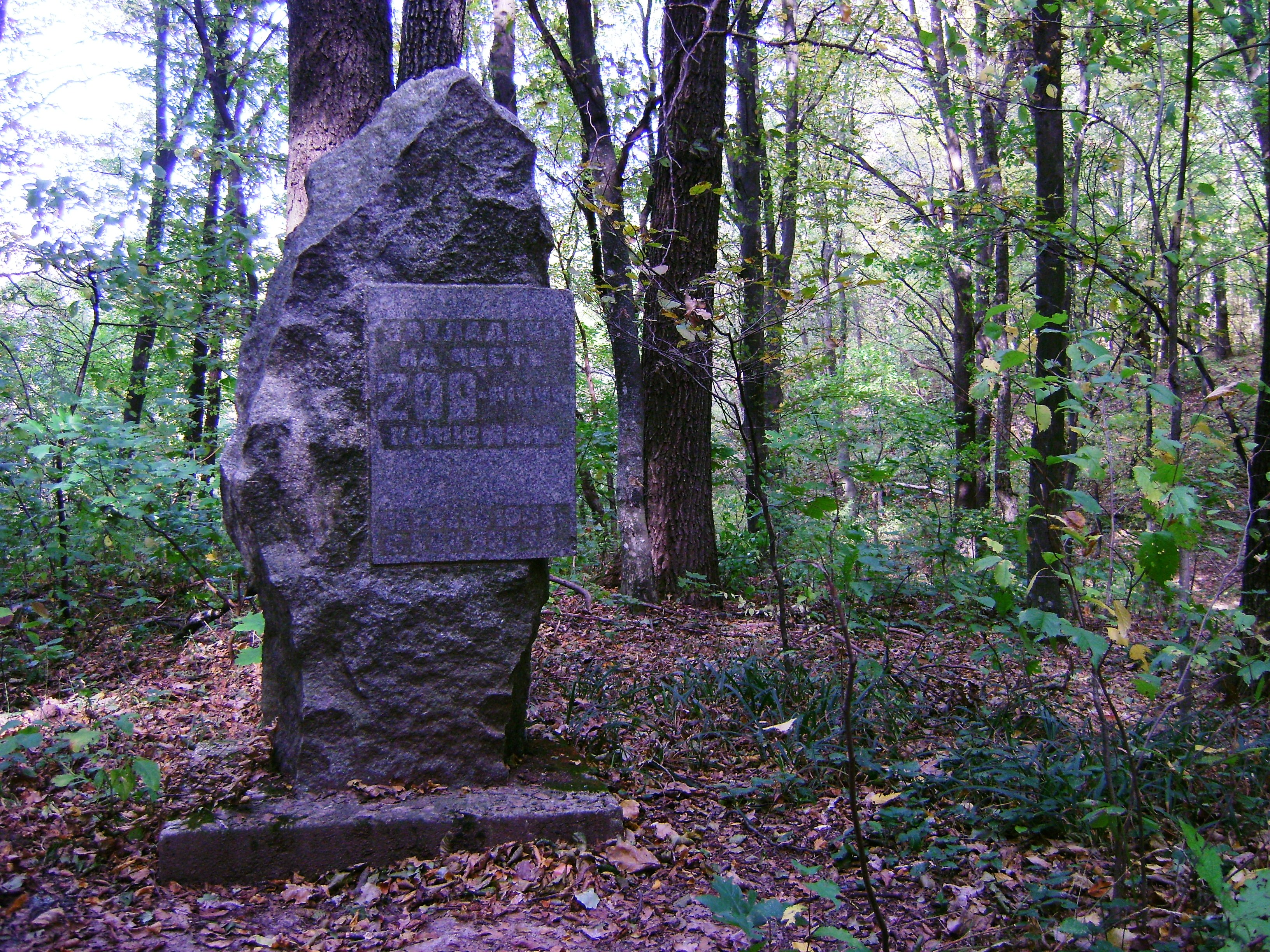
Пам'ятний знак на честь 200-річчя Коліївщини
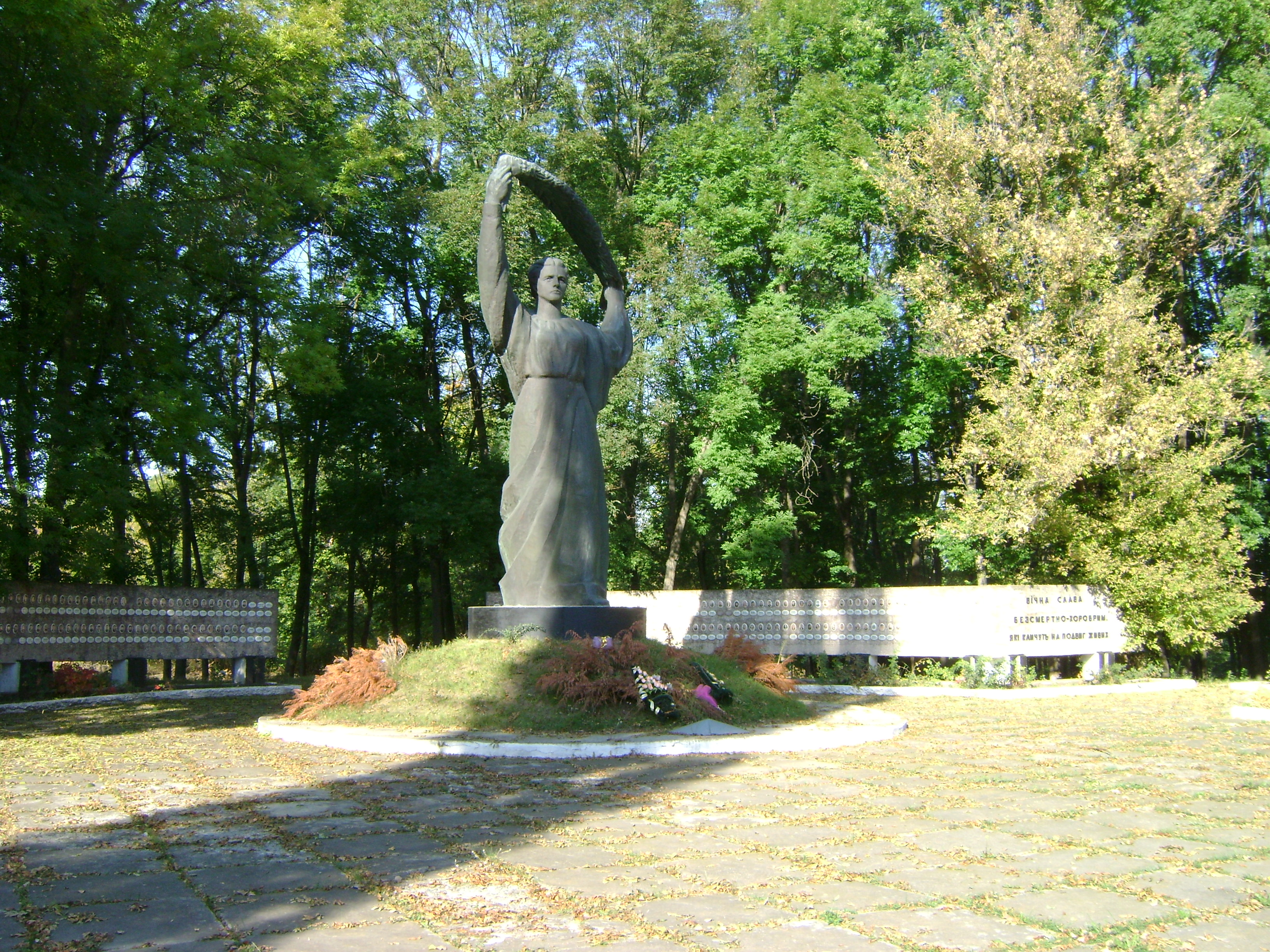
Центральний парк Кам'янечого
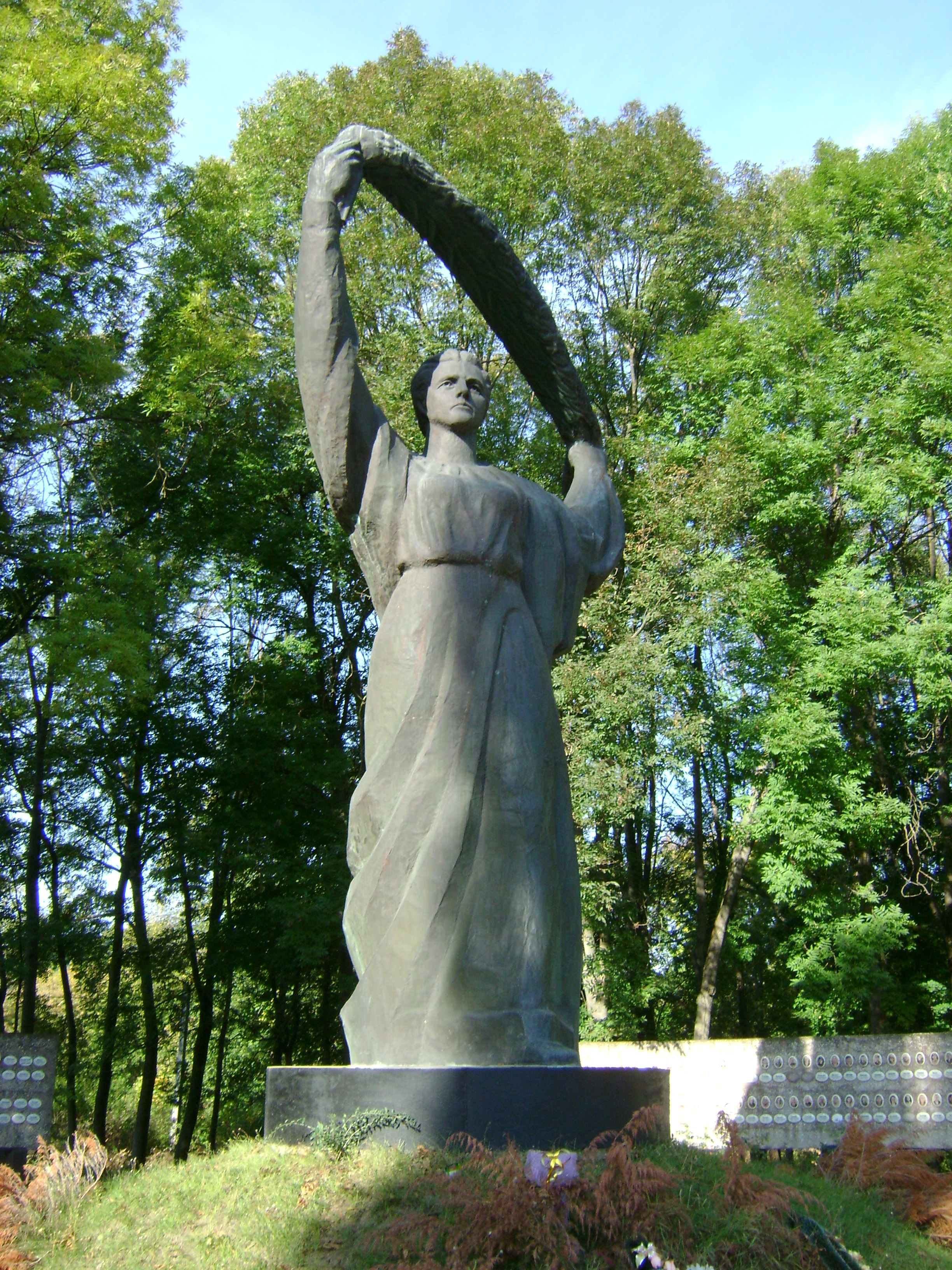
Братська могила радянських воїнів у Центральному парку села
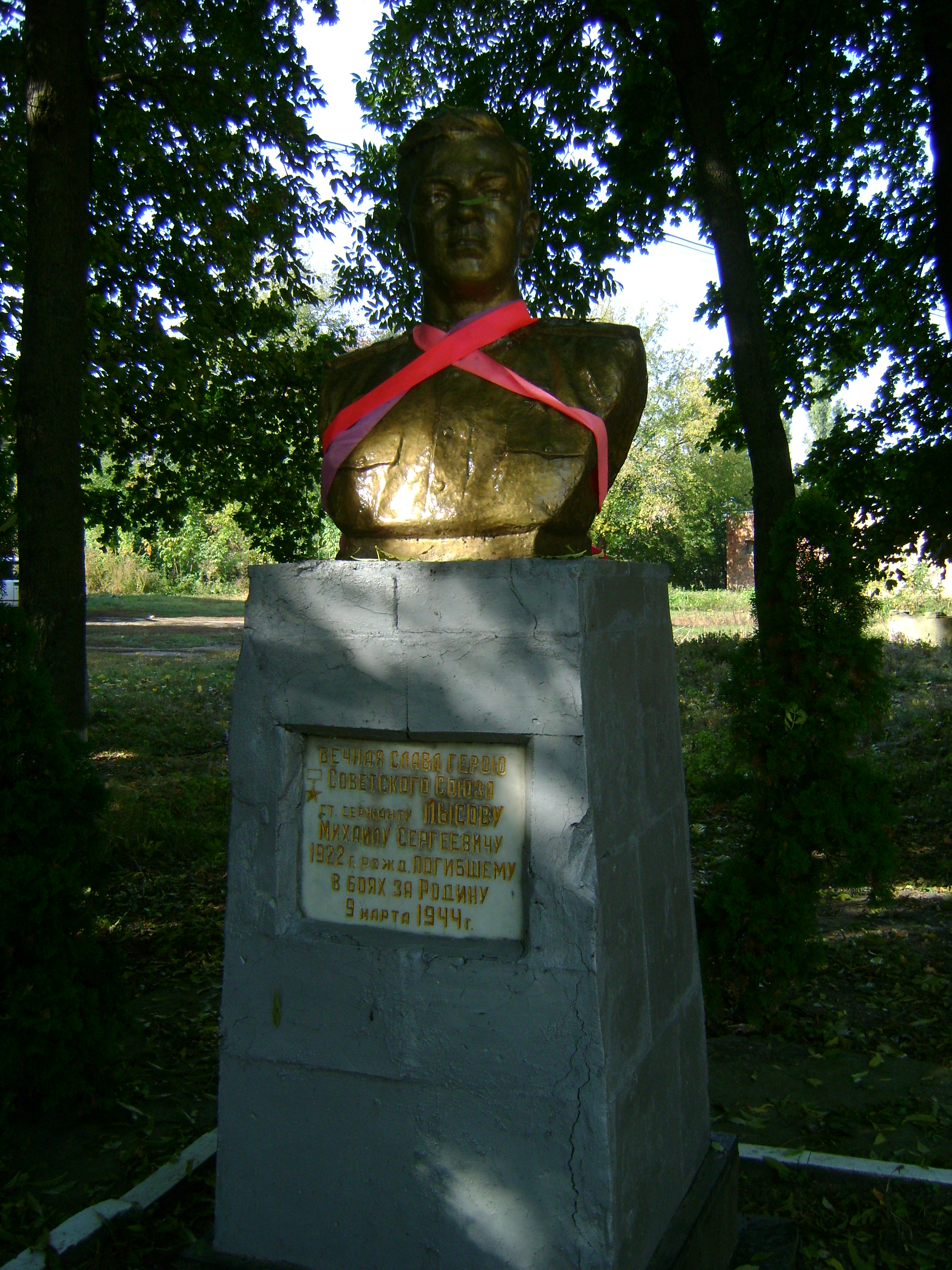
Могила Лисова М.С. - Героя Радянського Союзу
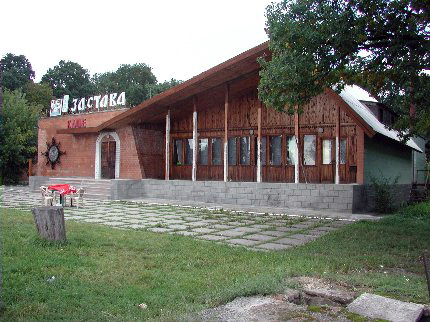
Козацька корчма (тепер - кафе) Застава